# Ségosa
Ségosa (da sego: forte, bravo) era il nome di una mutatio, punto di ristoro sulla via romana litorale della Novempopulana, collegante nell'antichità Bordeaux a Dax, prolungandosi fino a Pamplona.

## L'antico insediamento
Ségosa venne fondata almeno nei primi secoli della nostra era. Viene menzionata nell' Itinerario antonino, testo antico datato dal III secolo d.C., ma la sua posizione esatta non è attestata ed è oggetto di ipotesi diverse.

### Saint-Paul-en-Born
Ségosa si troverebbe in una località oggi chiamata Saint-Paul-le-Vieux nel territorio del comune di Saint-Paul-en-Born (dipartimento delle Landes). Il Consiglio Generale delle Landes ha ufficializzato quest'interpretazione realizzando a Saint-Paul-en-Born un percorso pedagogico.
Una prima campagna di scavi ha portato alla luce in questa località un muro di 25 m di lunghezza e 70 cm di spessore del quale sono state trovate solo le fondamenta in garluche.
Non si conosce la funzione di tale costruzione, ma si sa com'è stato eretto: l'armatura del muro era costituita di pali portanti in legno e malta. La tecnica utilizzata rimanda a quella delle case delle Landes tradizionali a traliccio, ancora visibili su qualche spiazzo della foresta delle Landes. Queste costruzioni rustiche in legno non hanno comfort, non hanno pavimento coperto né sistema di riscaldamento tranne che un focolare piuttosto sommario.
Una parte importante del materiale in terracotta scoperto sul luogo è costituito da terrine e brocche, il che rafforza l'ipotesi che questo villaggio fosse un centro di ristoro stradale e cambio cavalli. Le vestigia della piccola fortificazione Tuc de Houns non sono distanti.

### Mimizan
Alcuni storici sostengono che Ségosa fosse sita ov'è ora il capoluogo del Pays de Born, Mimizan. Sarebbe stata una località portuale distrutta e seppellita dall'avanzata delle sabbie e le sue vestigia starebbero sotto la duna di Udos vicino all'attuale campanile a portico di Mimizan.

## Altri punti di ristoro
L'Itinerario Antonino indica anche altri nomi di tappe presenti su questa via: Boïos (Biganos-Lamothe), le mansio di Losa (Louse, à Sanguinet), Mosconum (Mixe ?).